# Atentado de Kabul de junio de 2021
El atentado en Kabul del 1 de junio de 2021 se produjo cuando estallaron dos bombas frente a dos autobuses en la capital de Afganistán. El ataque dejó como resultado diez muertos y doce heridos, todos del pueblo hazara. El Estado Islámico del Gran Jorasán (ISK) se atribuyó el ataque.

## Descripción

### Atentado
Los atentados con bomba en Kabul fueron fueron dirigidos contra autobuses que transportaban a los hazaras, un grupo etnorreligioso perteneciente al islam chií, doctrina considerada enemiga por la versión radical del islam suní que pregona Estado Islámico.

### Víctimas
Del ataque, diez hazaras murieron y doce quedaron con heridas graves, el ISK ya había atacado en reiteradas oportunidades a este pueblo afgano. El 2 de junio, Estado Islámico se atribuyó la responsabilidad del ataque a través de sus cuentas en Telegram.